# Achondrostoma occidentale
Achondrostoma occidentale är en fiskart som först beskrevs av Robalo, Almada, Sousa Santos, Moreira och Ignacio Doadrio 2005.  Achondrostoma occidentale ingår i släktet Achondrostoma och familjen karpfiskar. IUCN kategoriserar arten globalt som starkt hotad. Inga underarter finns listade i Catalogue of Life.

## Bildgalleri

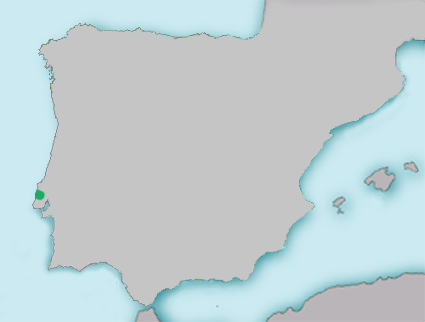